# فاروق القدومي
فاروق رفيق الأسعد القدومي (1350- 1446 هـ / 1931- 2024 م) سياسي فلسطيني، رئيس الدائرة السياسية بمنظمة التحرير الفلسطينية، وأمين سرِّ حركة فتح، ومن قُدامى المنتمين إلى حزب البعث العربي الاشتراكي. وهو من أبرز المعارضين لاتفاقية أوسلو، واتَّهم محمود عباس ومحمد دحلان باغتيال الرئيس ياسر عرفات.

## سيرته
وُلد أبو اللطف، فاروق رفيق الأسعد القدومي في قرية جينصافوط في قلقيلية، يوم الثلاثاء 5 ربيع الآخر 1350هـ الموافق 18 أغسطس (آب) 1931م. وهو سليل أمير إقطاع جينصافوط «أسعد باشا الأحمد القدومي»، توفي والدُه وهو طفل صغير، تلقَّى تعليمه الدراسي بين جينصافوط ويافا وعكَّا.
التحقَ عام 1949 بالجيش الأردني، وفي عام 1950 سافر إلى السعودية حيث عمل في شركة أرامكو حتى عام 1954، عندما قرَّر العودة إلى الدراسة فالتحق بالجامعة الأميركية بالقاهرة، وحصل منها على (بكالوريوس) في الاقتصاد والعلوم السياسية عام 1958.
انتقل إلى ليبيا للعمل في مجلس الإعمار الليبي مدة قصيرة ثم عاد إلى السعودية للعمل في مديرية الزيت والمعادن قبل إنشاء وزارة النفط. ومن هناك انتقل للعمل في الكويت عام 1960.

## عمله السياسي

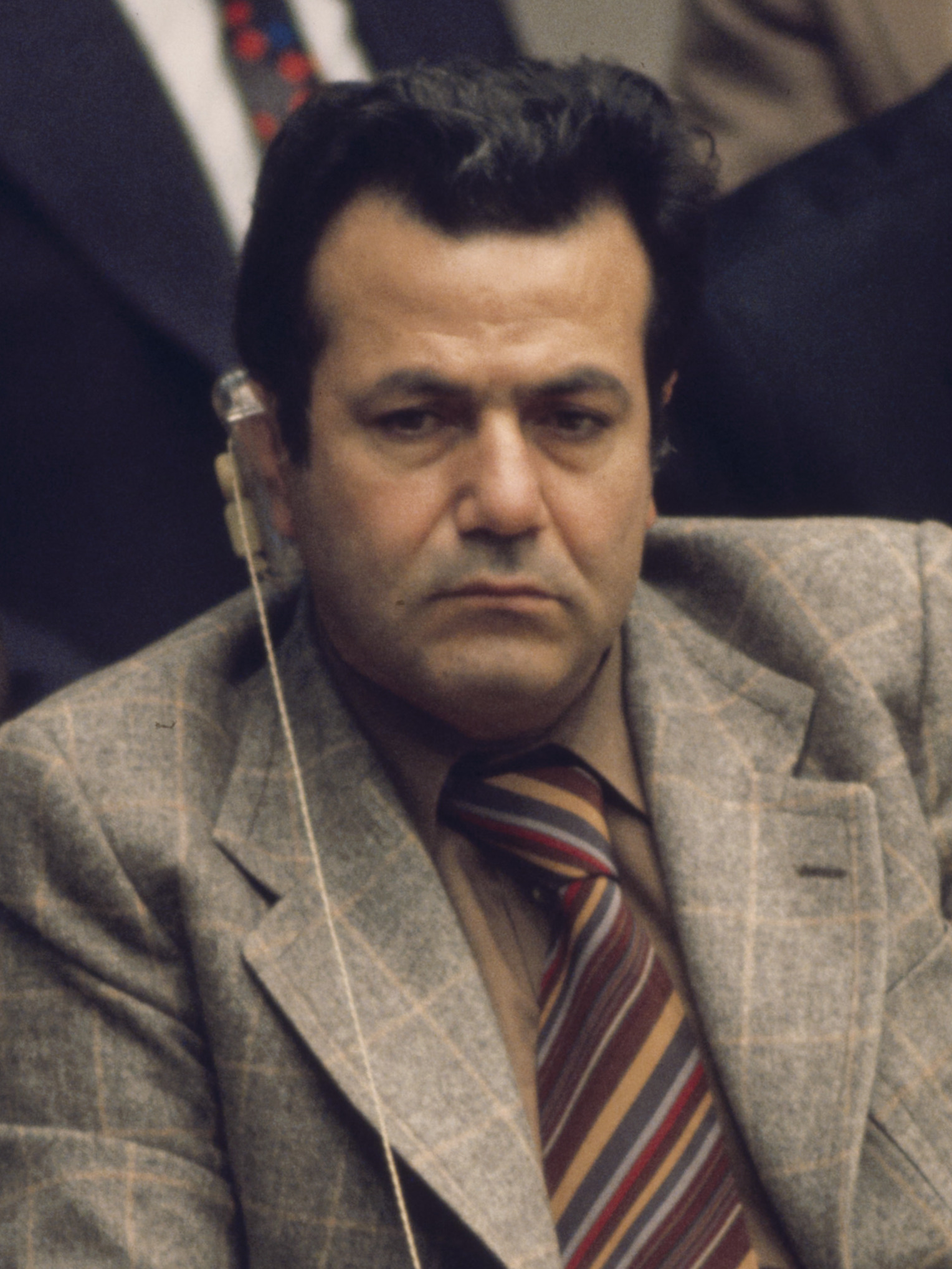
فاروق القدومي في شبابه

في بداية حياته السياسية انضم القدومي إلى حزب البعث العربي الاشتراكي في أربعينيات القرن الماضي، وقد تَلْمَذَ على يد اثنين من كبار البعثيين: عبد الله الريماوي الذي كان يدرِّسهم في المدرسة العامرية في يافا في الأربعينيات وكان يتحدَّث عن الاتجاهات القومية، وأحمد السبع.
وفي أثناء دراسته بمصر التقى ياسر عرفات "أبو عمَّار" وصلاح خلف "أبو إياد"، وكان حينئذٍ أمين فرع حزب البعث في مصر. وفي عام 1957 زار مصر سعيد السبع وهو أحد أعضاء حركة الضباط الأحرار الأردنيين، فالتقى به أبو اللطف واطَّلع منه على إخفاق التجرِبة الحزبية في الأردن، وهذا ما دفعه للتفكير في تأسيس حركة التحرير الوطني الفلسطيني التي أعلنت عمليَّتَها الأولى في بداية عام 1965.
زار في عام 1966 وزيرَ الدفاع السوري حينئذ حافظ الأسد، ساعيًا إلى إطلاق سَراح الزعيم الفلسطيني ياسر عرفات الذي كان معتقلًا في سجن المزة منذ 51 يومًا، وقد قبل الأسد شفاعته وأطلق سراح عرفات.
في 1969 رشحته حركة فتح لعضوية اللجنة التنفيذية لمنظمة التحرير الفلسطينية فأصبح رئيسًا لدائرة التنظيم الشعبي، إلا أنه انتقل إلى الدائرة السياسية بعد عملية فردان 1973. أقام في الأردن غير أن السلطات الأردنية اعتقلته إثر أحداث أيلول الأسود عام 1970 فغادر الأردن إلى سوريا. كان القدومي ضمن قيادات منظمة التحرير الفلسطينية التي غادرت بيروت إلى تونس عام 1983 بعد الغزو الإسرائيلي للبنان.
قبل أسابيع من حرب أكتوبر (تشرين الأول) 1973، استقبل الرئيس أنور السادات كلًّا من صلاح خلف "أبو إياد" وفاروق القدومي "أبو اللطف"، عضوَي اللجنة المركزية لحركة فتح، بناءً على طلبه، وأبلغهما بأنه اتخذ قرار شنِّ حرب على إسرائيل، مشيرًا إلى أن الجيش المصري سيدمر خط بارليف، وحين يتوغل مسافة عشرة كيلومترات سيتدخل العالم لوقف الحرب وإحياء مفاوضات جنيف للسلام. وطلب السادات من خلف والقدومي إعداد 400 فدائي للعمل خلف خطوط العدو، مشددًا على كتم السرِّ تفاديًا لإثارة حساسية شريكه في الحرب الرئيس حافظ الأسد.
عارض القدومي اتفاقية أوسلو بين إسرائيل ومنظمة التحرير الفلسطينية في واشنطن بتاريخ 13 سبتمبر 1993، وعدَّها خيانةً للمبادئ التي قامت عليها منظمة التحرير الفلسطينية، ورفض العودة مع قيادات منظمة التحرير إلى الأراضي الفلسطينية، وظلَّ يقيم في تونس. عقب وفاة الرئيس ياسر عرفات في نوفمبر (تشرين الثاني) 2004 نشِبَ خلافٌ بين القدومي ومحمود عباس على خلافة عرفات على رأس حركة فتح. عُرف القدومي أيضًا بمعارضته الشديدة للخلاف بين حركتي فتح وحماس الذي يرى أنه سيؤدِّي إلى صراع شامل بين مختلِف الفصائل الفلسطينية.

### وثيقة اغتيال عرفات
كشف فاروق القدومي يوم 14 يوليو (تمُّوز) 2009 وثيقةً تبيِّن تواطؤَ محمود عباس ومحمد دحلان مع السلطات الإسرائيلية في اغتيال الرئيس ياسر عرفات، وأثارت الوثيقة ردود فعل كبيرة. وكان القدومي قال في مؤتمر صحفي بالأردن: إن عرفات أودعَ لديه قبل وفاته محضرًا لاجتماع سرِّي جمع عباس ودحلان برئيس الوزراء الإسرائيلي السابق أرييل شارون وضباط من الاستخبارات الأميركية، خُطِّط فيه لاغتيال عرفات وقيادات أُخرى من فصائل المقاومة الفلسطينية.
وأكد القدومي في لقاء معه بُثَّ في قناة الجزيرة صحَّة الوثيقة، ممَّا جعل رئيس الوزراء الفلسطيني ووزير الإعلام بالإنابة سلام فياض يقرِّر مقاضاة قناة الجزيرة وتعليق عمل مكتبها في الضفة الغربية المحتلة؛ بسبب ما وصفه بالتحريض على منظمة التحرير الفلسطينية والسلطة الوطنية.

## من أقواله
- عِناد فتح وحماس سيقود إلى صراع دموي بين الفصائل.[7]
- إن جهاز الأمن الوقائي تعَوَّد القيام بأعمال لا نرضى عنها، خاصَّة بعد تعيين محمد دحلان مستشارًا للأمن القومي.[8]
- الخلاف الأساسي يقوم حول السلطة الفلسطينية التي تُعَد سلطة وهمية لا شرعية لها كما يدَّعي البعض؛ لأنها من إفرازات اتفاقية أوسلو التي ماتت بموت إسحاق رابين رئيس الوزراء الإسرائيلي.[8]
- سبق أن تقدَّمت بالنصائح إلى حركة حماس بعد فوزها في انتخابات المجلس التشريعي، فخوضُها الانتخابات يعني القَبولَ بأوسلو، كما أن دخولها غِمار السلطة يعني أن إسرائيل لن تتعاملَ معها. وقد أسديت لها نصيحة البقاء في المقاومة خلف فتح، وسيلتف الشعب الفلسطيني حولها، ولكن يبدو أنه ليس هناك نُضْج سياسي كاف.[9]
- كانت الخطيئة الكبرى التخلِّي عن الكفاح المسلَّح، وهذا لا يجوز، بل أقول بصوتٍ عالٍ: إن التخلِّيَ عن الكفاح المسلَّح والمقاومة كان العامل الرئيس لما نعرفه من انتكاساتٍ داخلية وخارجية.

## وفاته
تُوفي فاروق القدومي في العاصمة الأردنية عمَّان، يوم الخميس 18 صفر 1446هـ الموافق 22 أغسطس (آب) 2024م، عن عمر ناهز ثلاثة وتسعين عامًا. وشُيع جثمانه من مسجد أبو عيشة بمراسم عسكرية، ودُفن يوم 23 أغسطس 2024 في مقبرة العائلة في سَحاب.

## وصلات خارجية
- فاروق القدومي على موقع مونزينجر (الألمانية)
- فاروق القدومي في برنامج «نقطة نظام» على قناة العربية.